# Ash Ra Tempel
Ash Ra Tempel este o trupă germană de krautrock a anilor '70, fiind totodată un exemplu de rock cosmic și spațial.
Formația nu are o activitate continuă, componențele fiind mereu altele în jurul lui Manuel Göttsching, singura prezență constantă în diversele formule. 
După realizarea albumului Ash Ra Tempel, în 1972 Klaus Schulze este înlocuit de Wolfgang Müller (baterie, vibrafon), în formație figurând și Mathias Wehler (saxofon alto), Ulli Popp (percuție, bongos).
Pentru realizarea celui de-al treilea album, Schulze revine în grup, în componența căruia îl găsim și pe Timothy Leary și Patrick Moraz (pian).

## Discografie

### Albume
- Ash Ra Tempel (1971)
- Schwingungen (1972)
- Seven Up (1972 - creditat ca aparținând de Timothy Leary & Ash Ra Tempel)
- Join Inn (1973)
- Starring Rosi (1973)
- Inventions for Electric Guitar (1974)
- Le Berceau de Cristal (1975 - soundtrack)
- New Age of Earth (1976 - creditat ca fiind al lui Ashra)
- Blackouts (1977 - Ashra)
- Correlations (1979 - Ashra)
- Belle Alliance (1980 - Ashra)
- Walkin' The Desert (1990 - Ashra)
- Tropical Heat (1991 - Ashra)
- Friendship (2000)

### Compilații
- The Best of The Private Tapes (1998)
- Schwingungen/Seven Up (1998)
- Join Inn/Starring Rosi (1998)

## Membrii
- Manuel Göttsching - chitară, pian, instrumente electronice, vocal
- Klaus Schulze     - instrumente de percuție, orgă, instrumente electronice
- Hartmut Enke      - chitară, chitară bas
- Timothy Leary
- Rosi Müller
- Lutz Ulbrich